# Sergio García Fernández

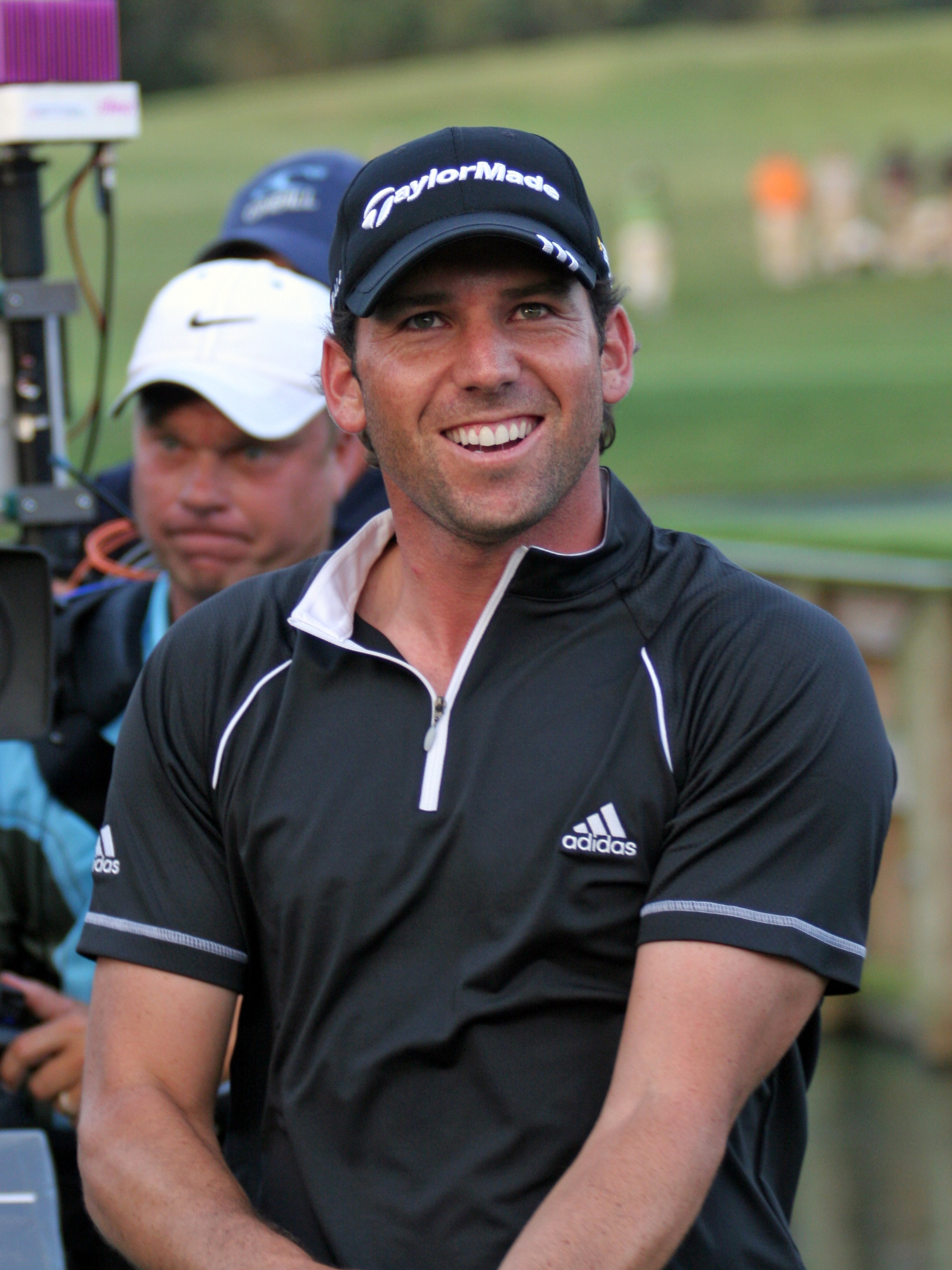
Sergio García.

Sergio García Fernández (Borriol, Plana Alta, 9 de gener de 1980) és un golfista valencià. Actualment és el número 17 del món i en els últims anys ha format part amb freqüència dels deu millors del món.

## Carrera
Sergio començà a jugar amb 3 anys amb el seu pare com a guia. Des dels 12 anys era evident que tenia un gran talent per al golf. Amb 16 anys aconseguí passar per primera vegada el tall en un torneig oficial de l'European Tour. Més endavant, el 1999, passà a ser professional, i de seguida va adquirir notorietat pel seu duel amb Tiger Woods al PGA Championship, aquell any, on quedà en segona posició. En aquest torneig aconseguí el cop de l'any, quan en el forat 16 de l'última ronda d'aquest torneig aconseguí enviar la bola al green des de darrere d'un arbre i amb poca visibilitat.
Té importància en la seva trajectòria professional el canvi de swing realitzat durant l'any 2003. Fou un acte valent -ja que si hagués sortit malament corria el risc d'arruïnar el seu futur joc-, amb la finalitat d'adquirir un estil més 'convencional' que li permetés tenir més control del seu joc. A partir del 2004 els resultats d'aquest canvi començaren a veure's, i el seu joc guanyà en estabilitat.
Sergio guanyà per primera vegada en el PGA Tour el 2001 i des d'aleshores ha aconseguit 7 victòries en el tour americà i 8 en l'europeu. En el circuit americà destaca el seu triomf al The Players Championship (maig del 2008), denominat com el cinquè gran, per ser el torneig més prestigiós del circuit després dels 'grans', i també el més lucratiu econòmicament. Potser, però, la seva fita més important ha estat la seva contribució al triomf de l'equip europeu en la Ryder Cup el 2002, 2004 i 2006. En aquesta singular copa, Sergio ostenta una gran marca de 14-4-5, ço és, 14 victòries, 4 empats i 5 derrotes.
En el seu palmarès mancava, tanmateix, el triomf en algun dels 'grans', fins que va guanyar el Masters de Augusta el 2017. En aquests torneigs el valencià ha quedat segon en tres ocasions i ha acabat catorze cops entre els 10 primers. L'ocasió més clara d'emportar-se la victòria es presentà el juliol del 2007 en l'Obert Britànic, quan després de dominar el torneig des de la primera jornada, fallà el putt decisiu i acabà cedint en el desempat conra l'irlandès Pádraig Harrington. El 2009 fou candidat a Millor Esportista 2008 en la Segona Gala dels Premis Nostresport.
L'alt rendiment de Sergio en els 'grans' contrasta, paradoxalment, amb la manca de victòries. L'explicació d'aquesta paradoxa cal cercar-la en les característiques del mateix jugador (Sergio és un extraordinari jugador de tee a green, però destaca menys amb el putt), en l'especial dificultat que aquests torneigs tenen (el grau de dificultat dels camps, la qualitat dels participants), i en el fort domini que Tiger Woods exerceix des de 1995 en el panorama del golf mundial. És president del club de futbol CF Borriol de la tercera divisió espanyola, a més a més, el 12 de setembre de 2010 va debutar com a jugador, en una trobada amb el Riba-roja CF.